# Kulagana, Chamarajanagar
Kulagana là một làng thuộc tehsil Chamarajanagar, huyện Chamarajanagar, bang Karnataka, Ấn Độ.